# Gloria Jean’s Coffees
Gloria Jean’s Coffees — вторая по величине (после Starbucks) международная сеть кофеен и кофейных магазинов, имеющая свои магазины более чем в тридцати странах мира.

## История

Первый магазин сети

Gloria Jean’s Coffees была основана Глорией Джин Кветко в 1979 году в Чикаго (США). Изначально Gloria Jean’s Coffees представляло собой небольшую кофейню и магазин подарков, а в 1986 году Глория вместе с супругом решили предоставлять франчайзинг на использование своей концепции. В итоге, со временем, компания из одного магазинчика выросла в большую сеть, имеющую более 110 кофеен на территории всех штатов США и ориентированную на крупные торговые центры.
В 1991 году компания заслужила звание лучшей розничной сети года в штате Иллинойс. Вскоре компания получила первый приз журнала Entrepreneur Magazines, который назвал её лучшим франчайзером, специализирующимся на продаже элитного кофе в Америке, за пять лет.
В 1995 году партнёры Наби Сале и Питер Ирвин приобрели франчайзинг на торговую марку Gloria Jean’s Coffees в Австралии, вследствие чего в ноябре 1996 года была открыта первая кофейня Gloria Jean’s Coffees в городе Миранда, штат Новый Южный Уэльс. В конце ноября того же года в Австралии была открыта вторая кофейня — в городе Истгарден. В 2005 году Наби и Питер приобрели у Gloria Jean’s Coffees America право представлять эту торговую марку во всех странах мира, кроме США и Пуэрто-Рико.
Сегодня сети Gloria Jean’s Coffees принадлежит более 800 различных торговых точек по всему миру.

## Благотворительность
В середине 2009 года Gloria Jean’s Coffees International открыла свой благотворительный фонд GJCI «With Heart», предназначенный для поддержки различных благотворительных организаций, таких как Opportunity International.

## Критика
В 2009 году компания Gloria Jean’s Coffees очутилась в центре скандала, причиной которого послужило чрезмерное содержание углеводов и жиров в некоторых из её продуктов. Например, в состав напитка Gloria Jeans Mocha Chiller Coco Loco входит 95,5 г сахара, что составляет 106 % от рекомендованной суточной нормы потребления.